# Banco Herrero

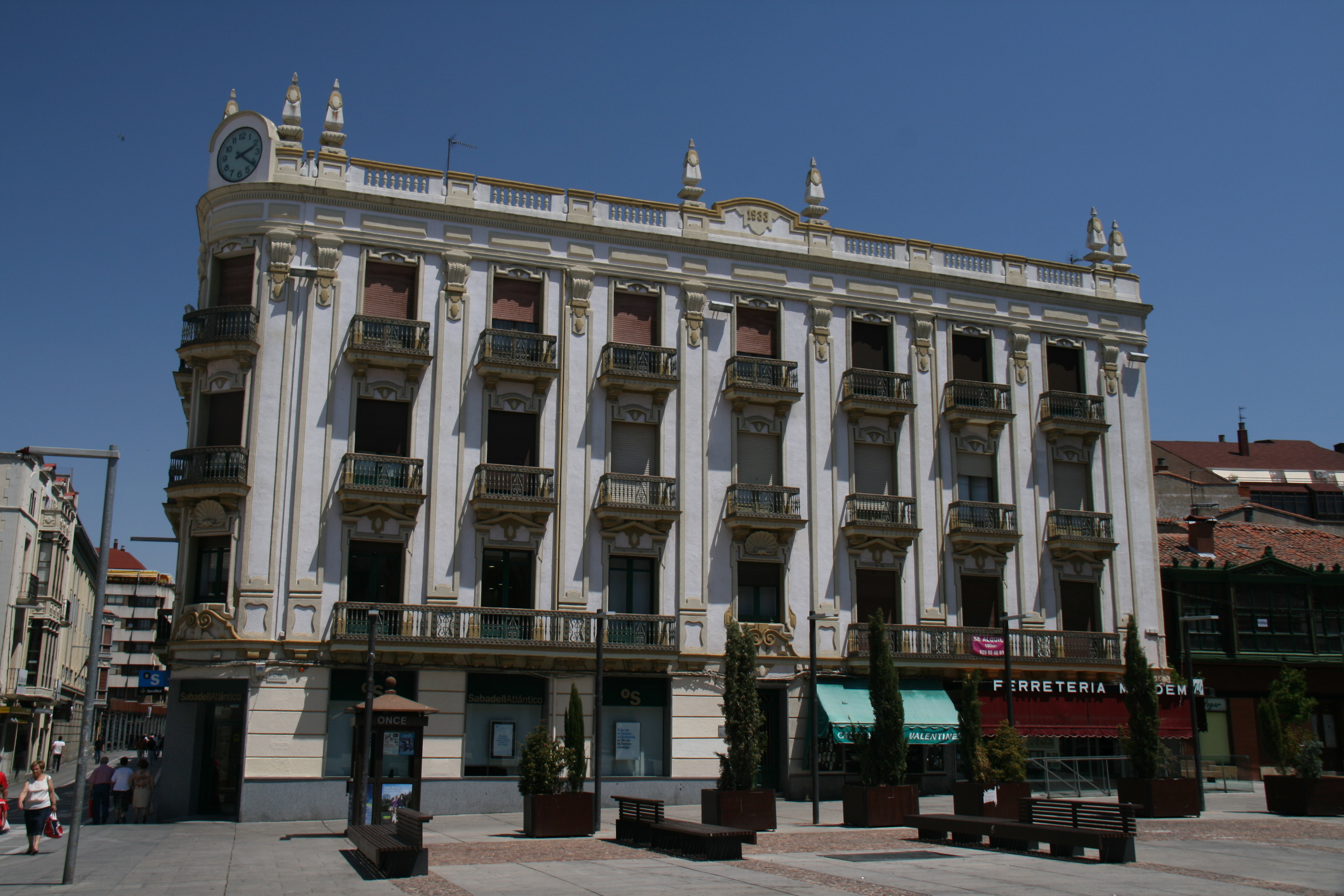
Sede de Zamora, ubicado en una de sus calles principales: calle de Santa Clara.

El Banco Herrero, S. A. fue un banco español fundado en Oviedo en 1911 y desaparecido como persona jurídica en septiembre de 2002 al ser absorbido por Banco Sabadell. Tras dicha absorción, se crea la marca SabadellHerrero con la que actualmente opera Banco Sabadell en Asturias y la provincia de León.

## Historia
En 1911, es fundado por Policarpo Herrero Vázquez, quien fue su presidente hasta el año 1929.
En 1929, tras la muerte del fundador, fue nombrado presidente de la entidad su hijo Ignacio Herrero de Collantes.
En 1961 pasa a ser presidente del Banco Ignacio Herrero Garralda, hijo de Ignacio Herrero de Collantes y nieto de don Policarpo Herrero Vázquez.
En 1965 se abren oficinas en Madrid; en 1969 en Gijón, en 1970 en Avilés, siguiendo Bilbao (1974), Barcelona, Vitoria, San Sebastián, Logroño o Zaragoza (todas ellas en 1975).
En 1984 adquirió la también asturiana Banca Masaveu, dentro del proceso de re-privatización de las empresas pertenecientes al grupo empresarial Rumasa.
En 1995 se nombra nuevo presidente a Ignacio Herrero Álvarez, hijo de Ignacio Herrero Garralda y bisnieto del fundador. En este mismo año sus accionistas vendieron sus títulos a La Caixa, perdiendo a partir de entonces su independencia y pasando a integrarse en este grupo financiero de raíces catalanas.

### Absorción por el Sabadell
En septiembre de 2000 la Caixa acordó la venta del 98,89% de Banco Herrero a Banco Sabadell, a cambio de una participación del 15% en el capital de este último. En enero de 2001 el Banco Sabadell tomó el control de Banco Herrero, tras la materialización del mencionado acuerdo. Un año y medio después, el 29 de junio de 2002, se aprobó el proyecto de fusión por absorción de Banco Herrero por el Sabadell. Finalmente, el Banco Herrero desapareció como persona jurídica en septiembre de 2002, al ser fusionado por absorción. 
Con el objetivo de seguir la estrategia multimarca del Banco Sabadell lanzada en 2002, el 17 de enero de 2003 se creó la marca comercial SabadellHerrero para Asturias y la provincia de León. Las oficinas de Banco Herrero que quedaron fuera de estos territorios se integraron en la marca comercial SabadellAtlántico.
La antigua sede del Banco Herrero estaba situada en un imponente edificio en la calle Fruela de Oviedo realizado con el cambio de siglo (del XIX al XX), y todavía en funcionamiento, en la actualidad para el Banco Sabadell. Aquí se rodó alguna escena de la película Luz de domingo de José Luis Garci.